# Saarlandhalle
Saarlandhalle est une arène intérieure polyvalente de 5 500 places située à Sarrebruck, en Allemagne . Ouvert à l'origine en 1967 avec des fonds de la Sarre Sporttoto pour des compétitions sportives, il a ensuite été converti en arène intérieure polyvalente.  Le Ludwigsparkstadion est situé près du hall. Saarlandhalle est également le premier stade couvert en Allemagne de l'Ouest organisé en société à responsabilité limitée.
Il a accueilli des concerts de nombreux artistes célèbres, notamment A-ha, AC / DC, Chris de Burgh, Depeche Mode, Bob Dylan, Boney M., Metallica, Pink Floyd, Sting et Uriah Heep, entre autres. De nos jours, les grandes productions s'abstiennent de la visiter, les exigences techniques ayant été généralement dépassées, la Saarlandhalle ne peut plus satisfaire aux spécifications qui lui sont données. Par exemple, depuis l’introduction de la nouvelle scène de l’émission en 2001, la salle est trop petite pour accueillir la plus grande émission télévisée d’Europe, Wetten, dass..? .  En 2017, il a accueilli l'édition 2017 du German Darts Open.  